# Pu Songling
Pu Songling (en xinès tradicional: 蒲松齡; en xinès simplificat: 蒲松齡; en pinyin: Púsōng líng; en Wade-Giles: P'u Sung-ling; Zichuan, actualment Zibo, 5 de juny de 1640 - 25 de febrer de 1715), va ser un escriptor xinès de la dinastia Qing, que es va fer popular pels seus contes.
Va néixer en una família de lletrats i petits propietaris rurals procedents de Mongòlia o del Turquestan xinès. Després de suspendre les proves d'accés al mandarinat, va sobreviure precàriament gràcies a l'escriptura i a la seva activitat com a preceptor en famílies benestants. Va guanyar la seva popularitat gràcies a la primera edició de narracions breus. Va ser tot un èxit a la Xina i avui dia és un clàssic popular xinès que s'ha traduït a nombrosos països del món.
Se li atribueixen uns 470 relats i sembla que alguns ja venien de tradició oral. Els contes barregen de manera natural, realitat i ficció. Històries fantàstiques de la vida quotidiana de ciutadans xinesos que els passen experiències màgiques i imaginatives amb ermitans taoistes, dracs, esperits juganers, etc. També apareix l'amor i la passió per la bellesa femenina als seus contes, on apareixen sovint aventures entre intel·lectuals i dones d'una bellesa imaginària.
Es va publicar una selecció i traducció al català d'aquests relats l'any 2001 a l'editorial Quaderns Crema, sota el títol: Contes estranys del pavelló dels lleures, traduïts per Manel Ollé i Chün Chin.